# Svenljunga församling
Svenljunga församling var en församling i Göteborgs stift och i Svenljunga kommun. Församlingen tillhörde Kinds kontrakt. Den uppgick 1992 i Svenljunga-Ullasjö församling.

## Administrativ historik
Församlingen har medeltida ursprung och var till 1992 moderförsamling i pastoratet Svenljunga, Örsås, Revesjö, Redslared och Ullasjö. Församlingen uppgick 1992 i Svenljunga-Ullasjö församling.
Församlingen tillhörde Kinds kontrakt till dess att den uppgick i Svenljunga-Ullasjö församling 1992.

## Kyrkor
- Svenljunga kyrka